# Skovgårdsparken
Skovgårdsparken er et alment boligområde i Gellerup i Brabrand, Aarhus V under Brabrand Boligforening. Den er boligforeningens tredje byggeprojekt, efter Hans Broges Parken og Søvangen, som også ligger i Gellerup. De fleste af boligerne blev opført i årene 1960-1967 og hører muligvis ikke med i den oprindelige Gellerupplan, der først blev lanceret i 1964. Området er heller ikke direkte omfattet af Helhedsplanen.
Skovgårdsparken består af i alt 432 boliger opført i perioden 1960-1991. Heriblandt Glashuset, som med sit specielle udseende er meget tydeligt i området. Det er primært ungdomsboliger (40 ud af 56 lejemål), og man skal være studerende for at bo der.

Området har været plaget af en del af de samme problemer som Gellerupparken og Toveshøj.

Skovgårdsparken er under omfattende renovering siden 2011. Det er et pionerprojekt, der med en opnået reducering af energiforbruget på 90%, sætter nye standarder inden for energi og bæredygtighed og derfor har det vundet renoveringsprisen 2013.